# Guscio d'uovo
Un guscio d'uovo è il rivestimento esterno di un uovo dal suo guscio duro e di alcune forme in esso con il rivestimento esterno morbido.

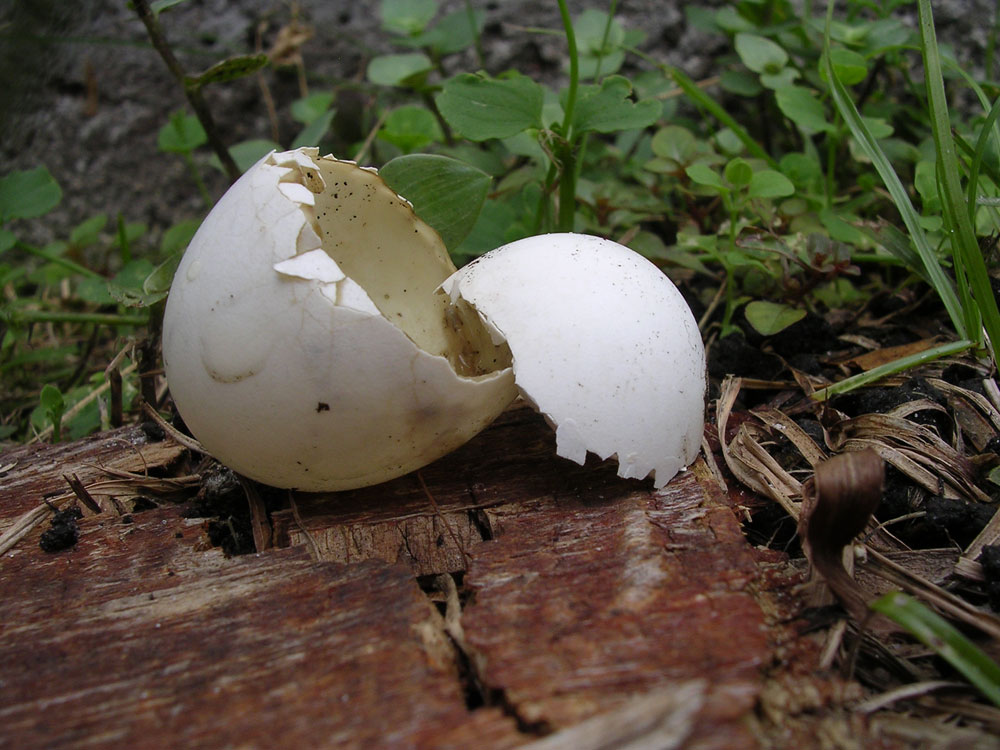
Guscio d'uovo

## Strato dell'uovo
Le uova dei nematodi presentano una struttura a due strati: uno strato esterno vitellinico costituito da chitina che conferisce resistenza meccanica e uno strato interno ricco di lipidi che rende impermeabile la camera dell'uovo. Alcuni di loro hanno rivestimenti gelatinosi o simili alla pelle, altri hanno gusci d'uovo duri.

## Tipologie
Le tipologie di guscio d'uovo sono:
- Morbido: deposto dalla maggior parte delle lucertole, dei serpenti e dei tuatara. Composto da una struttura organica e cristalli di calcite, è improbabile che venga conservato nei reperti fossili a causa della sua fragilità.
- Flessibile: deposto da molti amnioti, tra cui alcune lucertole, serpenti e tartarughe. Ha un più alto contenuto di minerali rispetto al tipo morbido ma anche questa tipologia è rara nei reperti fossili in quanto non abbastanza robusta.
- Rigido: deposto da alcune tartarughe e gechi, e tutti i coccodrilli, i dinosauri e gli uccelli. Essendo più spesso e resistente delle due precedenti tipologie, ha una fossilizzazione è più probabile perché lo strato di carbonato di calcio cristallino (calcite o aragonite) è più forte.

## Usi
I rifiuti dei gusci d'uovo sono fondamentalmente composti da carbonato di calcio e hanno il potenziale per essere utilizzati come materia prima nella produzione di calce.

### Prodotti farmaceutici
Il ricco guscio di carbonato di calcio è stato utilizzato nell'applicazione per terapie di carenza di calcio negli esseri umani e negli animali. Un singolo guscio d'uovo ha una massa di sei grammi che produce circa 2200 mg di calcio (6000 mg × 0,95 × 0,4 = 2280 mg). Le particelle di guscio d'uovo sono utilizzate nel dentifricio come agente antitartaro. I gusci d'uovo in polvere sono stati utilizzati per la mineralizzazione e la crescita ossea.
Altri usi includono attività antinfiammatoria, antirughe e antimicrobica.

### Cibo
Le recenti applicazioni dei gusci d'uovo includono la produzione di lattato di calcio come agente rassodante, esaltatore di sapore, agente lievitante, integratore nutritivo, stabilizzante e addensante. I gusci d'uovo sono anche utilizzati come integratore di calcio nel succo d'arancia.

### Altro
I gusci d'uovo sono stati incorporati nei fertilizzanti come ammendanti del terreno. Sono stati anche utilizzati come integratori per mangimi animali. Più recentemente le particelle di carbonato di calcio dell'uovo sono state utilizzate come pigmenti di rivestimento per la stampa a getto d'inchiostro. I gusci d'uovo in polvere sono anche utilizzati per produrre polpa. Alla fine degli anni 2000 i rifiuti di gusci d'uovo sono stati utilizzati come catalizzatori a basso costo per la produzione di biodiesel. I gusci d'uovo di gallina sono stati inoltre incorporati come precursori del calcio nella sintesi di strutture metallo-organiche (MOF) a base di calcio.
All'inizio degli anni 2020 i ricercatori hanno utilizzato gusci d'uovo di pollo come biofiller con un polimero conduttore per migliorarne le proprietà di rilevamento. In genere, i gusci d'uovo venivano utilizzati come biofiller nella matrice di polianilina per rilevare il gas di ammoniaca. Il rapporto ottimale tra gusci d'uovo e polianilina potrebbe migliorare questa misurazione del sensore.
I gusci d'uovo di struzzo sono stati utilizzati dai cacciatori-raccoglitori subsahariani. Ad esempio, i !Kung li hanno utilizzati per trasportare l'acqua e per creare perline.
I gusci d'uovo possono anche essere utilizzati per creare gessetti e detergenti naturali per la pulizia di alcune superfici.

## Membrana
La membrana del guscio d'uovo è composta principalmente da proteine fibrose. Viene utilizzata principalmente come integratore alimentare sotto forma di polvere parzialmente idrolizzata. Esistono vari modi in cui la membrana viene separata dal guscio, tra cui processi chimici, meccanici, a vapore e sotto vuoto.